# Anna Ekström
Anna Elsa Gunilla Ekström, född Jonsson den 23 juni 1959 i Mora i Kopparbergs län, är en svensk jurist, ämbetsman och socialdemokratisk politiker. Hon var gymnasie- och kunskapslyftsminister åren 2016–2019, liksom Skolverkets generaldirektör 2011–2016. Mellan den 21 januari 2019 och 18 oktober 2022 var hon utbildningsminister.

## Biografi

### Tidiga år och utbildning
Anna Ekström är dotter till riksåklagaren Torsten Jonsson och Birgitta Jonsson, född Gyllenhammar, samt syster till den folkpartistiska före detta statssekreteraren Håkan Jonsson.
Anna Ekström gick i Bromma gymnasium i Stockholm. Hon läste en grundkurs i historia en termin 1980 vid Stockholms universitet och studerade senare juristprogrammet vid samma lärosäte, där hon avlade juristexamen (LL.M.) 1988.

## Karriär
Efter examen var hon tingsnotarie vid Huddinge tingsrätt åren 1988–1990. Under studietiden hade hon förtroendeuppdrag inom Saco:s studerandeorganisation Saco studentråd och var dess ordförande åren 1985-1986.
Hon blev senare bland annat sekreterare i Arbetsdomstolen (1992–1995) och planeringschef i Statsrådsberedningen (1997–1998). Mellan 1998 och 2001 var hon statssekreterare i näringsdepartementet.
År 2001 återvände hon till Saco och efterträdde Anders Milton som ordförande för centralorganisationen. Vid sidan av detta uppdrag var hon då även bland annat ledamot av styrelserna för Uppsala universitet och Arbetsmarknadsstyrelsen. Hennes internationella insatser inom Saco ledde till att hon utnämndes till riddare av franska Hederslegionen.
Anna Ekström invaldes 2009 som ledamot av Ingenjörsvetenskapsakademien. Hon utsågs av regeringen 2013 till ordförande för Linköpings universitets styrelse, där hon efterträdde Bengt Westerberg. Hon var generaldirektör för Skolverket från 23 maj 2011 fram till sin statsrådsutnämning 2016, och ledde 2015 års skolkommission. Under tiden 13 september 2016 till 21 januari 2019 var hon gymnasie- och kunskapslyftsminister i regeringen Löfven I. Från den 21 januari 2019 till 18 oktober 2022 var hon utbildningsminister.

## Övriga uppdrag
Efter riksdagsvalet 2006 ska hon ha blivit erbjuden av moderatledaren Fredrik Reinfeldt att ingå i hans regering som arbetsmarknadsminister, men tackade nej.
Åren 2015–2016 medverkade hon i SVT:s TV-program På spåret tillsammans med Göran Hägglund där de slutade tvåa.

## Familj
Anna Ekström är sedan 1986 gift med civilingenjör Lars Ekström (född 1960). Paret har två döttrar.

## Utmärkelser
- Riddare av Hederslegionen,  2013[12]

[Redigera Wikidata]